# Faye Njie
Faye Njie (ur. 23 listopada 1993 w Helsinkach) – gambijski judoka. Trzykrotny olimpijczyk. Zajął 33. miejsce w Rio de Janeiro (2016), siedemnaste w Tokio (2020) i Paryżu (2024). Walczył w wadze lekkiej.
Uczestnik mistrzostw świata w 2017, 2018, 2019, 2021, 2022, 2023 i 2024. Startował w Pucharze Świata w latach 2013, 2015-2018 i 2023. Wicemistrz igrzysk afrykańskich w 2015, a także igrzyska wspólnoty narodów w 2022. Zdobył pięć medali mistrzostw Afryki w latach 2017 - 2024 roku.

## Letnie Igrzyska Olimpijskie 2016
| Konkurencja | Eliminacje           | Klas. końcowa |
| Konkurencja | Przeciwnik 1         | Miejsce       |
| ----------- | -------------------- | ------------- |
| -73 kg      | Didar Chamza (KAZ) P | 21.           |